# Furthmühle (Pfofeld)

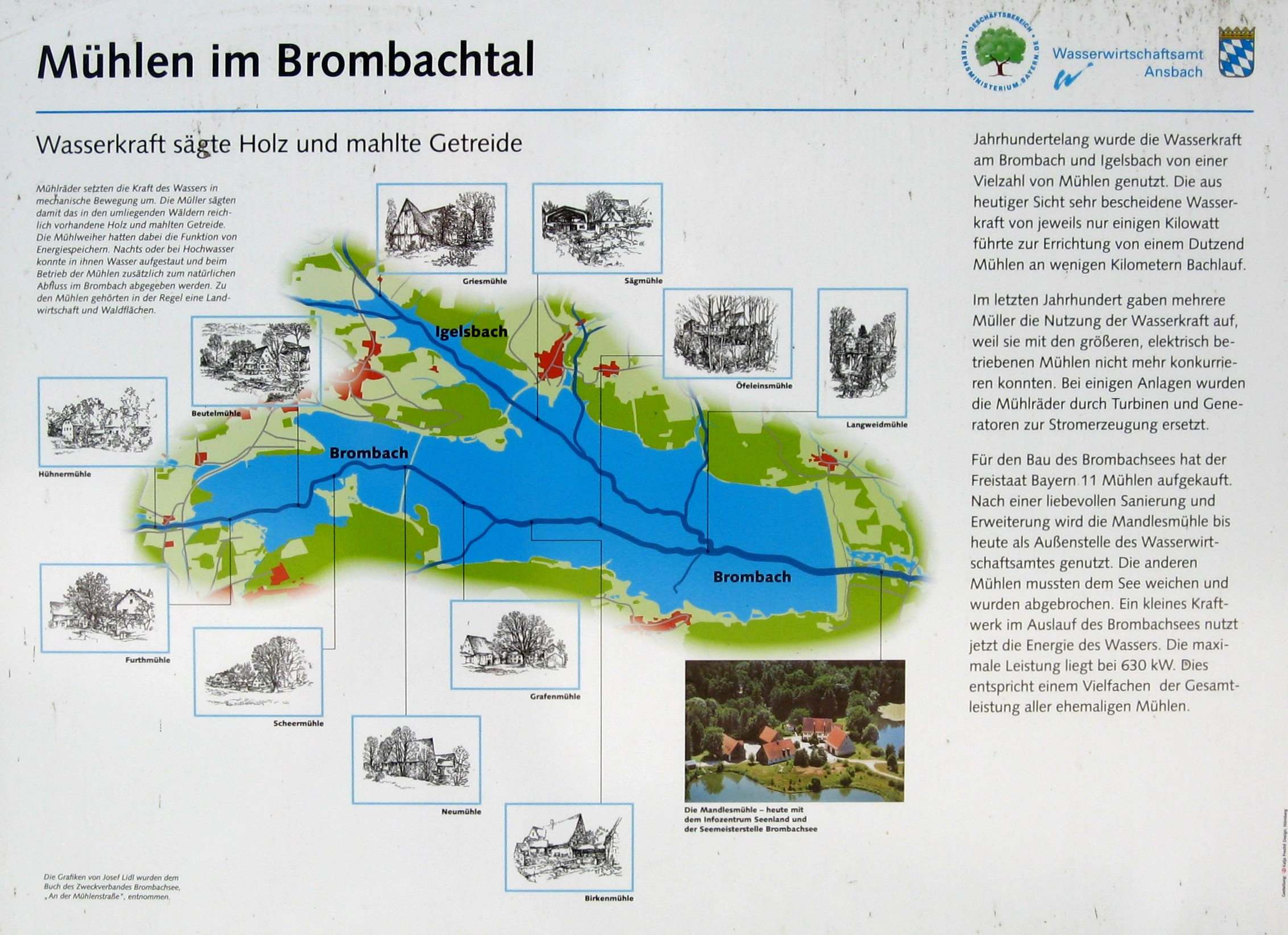
Infotafel am Nordufer des Brombachsees zu den abgegangenen Mühlen

Furthmühle ist ein Gemeindeteil der Gemeinde Pfofeld im Landkreis Weißenburg-Gunzenhausen (Mittelfranken, Bayern). Die Einöde Furthmühle liegt in der Gemarkung Pfofeld.

## Lage
Die heutige Furthmühle liegt im Fränkischen Seenland, westlich des Kleinen Brombachsees und südwestlich der Einmündung des östlichen Altmühlüberleiters in den Kleinen Brombachsee. Östlich führt die Kreisstraße WUG 1 vorbei, von der eine Zufahrt zur Furtmühle abzweigt. Zur Mühle benachbart sind auf der anderen Seite des Altmühlüberleiters die Pfofelder Gemeindeteile Neuherberg und Hühnermühle. Die alte Furthmühle stand etwa 1000 Meter östlich vom heutigen Standort im Gebiet des Kleinen Brombachsees, zwischen der Hühnermühle und der Beutelmühle am Brombach (Standort).

## Geschichte
Die Ersterwähnung ist von 1398, als Stephan und Hadmar von Absberg die „Fürtt Mül“ und den „Fürtt Weyer“ an die Deutschordenskommende Ellingen verkauften. Der Ortsname ist zu deuten als „Mühle durch die Furt“ (des Brombachs). Nach einem Beleg von 1608 ist sie dorthin vogt- und gültbar. Die Fraisch war, wie aus einem Beleg von 1612 zu erfahren ist, zwischen dem Deutschen Orden und dem markgräflich-ansbachischen Amt Gunzenhausen strittig. Für 1732 erfährt man, dass die Mühle nach Absberg gepfarrt ist. Die Vogtei inner Ettern vom Deutschen Orden in Ellingen wahrgenommen wird, während die Vogtei außer Ettern und die hohe Fraisch nunmehr eindeutig markgräflicher Besitz sind und dem Oberamt Gunzenhausen zustehen.
Seit 1748 wird die Furthmühle von der Familie Walter betrieben. 1792 wird die Einöde mit dem Markgrafentum Ansbach preußisch. Am Ende des Alten Reiches geht die Furthmühle mit dem ehemaligen Fürstentum Ansbach infolge des Reichsdeputationshauptschlusses 1806 an das neue Königreich Bayern über, wo die Einöde ab 1808 im Landgericht/Rentamt Gunzenhausen in den Steuerdistrikt bzw. ab 1811 in die Ruralgemeinde Absberg, ab 1818 in die Ruralgemeinde Thannhausen eingegliedert ist.
Im Zuge der Gebietsreform in Bayern wurde die Gemeinde Thannhausen am 1. Mai 1978 aufgelöst. Die Furthmühle kam zu Pfofeld. Die alte Mahl- und Sägemühle mit ihren drei Wasserrädern wurde beim Bau des Kleinen Brombachsees vom Bayerischen Staat abgelöst und 1986 abgebrochen. Der Betrieb wurde auf die circa 1 Kilometer westlich neu errichtete Furthmühle verlagert, die seitdem als Sägewerk betrieben wird.

## Einwohnerzahlen
- 1818: 10 Einwohner[11]
- 1824: 7 Einwohner, 1 Anwesen
- 1861: 4 Einwohner, 4 Gebäude[12]
- 1950: 9 Einwohner, 1 Anwesen
- 1961: 7 Einwohner, 1 Wohngebäude[13]
- 1987: 6 Einwohner[14]
- 30. Juni 2008: 4 Einwohner[1]